# Carità (Tino di Camaino)
La Carità è una scultura marmorea a tutto tondo (136x71 cm) di Tino di Camaino, databile al 1320 circa e conservata nel Museo Bardini di Firenze. In tutta probabilità proviene dal gruppo scultoreo con le Virtù teologali originariamente sopra la porta est del battistero di Firenze.

## Storia
La statua venne pubblicata dal Lanzi con attribuzione a Tino di Camaino che fu poi confermata da tutti gli studiosi successivi. Meno facile fu arrivare a un'ipotesi condivisa su soggetto a datazione. Originariamente si suppose che rappresentasse la Moglie di Faustolo che allatta Romolo e Remo, poi una personificazione della città di Pisa, poi la Carità, proveniente appunto dalle tre Virtù del Battistero, assieme ai frammenti della Fede e della Speranza oggi nel Museo dell'Opera del Duomo di Firenze: a sostegno di tale ipotesi c'è anche il fatto che essa non è lavorata sul retro, quindi doveva essere collocata originariamente in una nicchia e non, magari, su un monumento funebre, come pure fu ipotizzato. A partire da tale ipotesi si arrivò alla data compatibile con il soggiorno fiorentino.
I gruppi scultorei di Tino di Camaino, ormai consunti, vennero rimossi agli inizi del Cinquecento e sostituiti gradualmente con lavori di altri artisti (Andrea Sansovino, Francesco Rustici e Vincenzo Danti).

## Descrizione e stile
La Carità riprende l'iconografia tradizionale della donna che allatta più fanciulli. Stilisticamente mostra una stilizzazione delle forme dovuta all'esempio di Arnolfo di Cambio e qui portata ancora più avanti, ingrandendo alcuni dettagli quali la testa e le braccia e semplificando i volumi del corpo, tanto che è difficile leggere la posa seduta, effetto però dovuto anche allo stato conservativo. Coi capelli racconti in una treccia avvolta attorno alla testa e con un vestito tipicamente trecentesco, con aperture in corrispondenza dei seni, la Carità tiene due fanciullini con le mani, uno voltato di spalle e uno frontale, che si arrampicano a partire dalle sue ginocchia per essere allattati, con una vivacità derivata dall'osservazione diretta dei fanciulli e in sintonia con quanto portato avanti in pittura, negli stessi anni, dai fratelli Lorenzetti, amici dello scultore vicendevolmente influenzati.
Tra i due putti spicca soprattutto quello di sinistra, vivo più che mai, che nella sua foga fa scivolare una parte del drappo che lo copre, tenuto amorevolmente fermo dalla mano della Carità, senza impedire però di svelare le piccole natiche rotondette.